# Aleurodiscus subglobosporus
Aleurodiscus subglobosporus är en svampart som beskrevs av Ginns & Bandoni 1991. Aleurodiscus subglobosporus ingår i släktet Aleurodiscus och familjen Stereaceae.   Inga underarter finns listade i Catalogue of Life.